# Qasr ibn Wardan
El Qasr ibn Wardan es un castillo militar del siglo VI. Se encuentra ubicado en Hama, Siria.

## Historia
Fue construido por el emperador bizantino Justiniano I (r. 527-565), como parte de una línea defensiva (junto con Resafa y Halabiye) contra los persas sasánidas. Su estilo único, directamente de Constantinopla y que no se encuentra en ningún otro lugar en la actual Siria, probablemente fue escogido para impresionar a las tribus locales beduinos y consolidar el control sobre ellos.
Nada queda de los cuarteles en la actualidad. El palacio fue probablemente la residencia del gobernador local. La parte que mejor se conserva es la fachada sur con bandas de basalto negro y ladrillo amarillo. Se encuentran restos de establos en el norte y un complejo de baños pequeños en la parte oriental del palacio con un patio central.
Parte de la iglesia (de forma cuadrada con una nave central y dos laterales) aún se conserva. Originalmente estaba cubierta por una cúpula de gran tamaño (todavía se encuentra un colgante).